# Weekend on the Rocks
Weekend on the Rocks – to album koncertowy zespołu rockowego Dave Matthews Band. Płyta ta dokumentuje 4-dniowe występy zespołu, które miały miejsce w Red Rocks Amphitheatre    w dniach 9-12 września 2005 roku. Jest to pierwsza płyta, na której można usłyszeć nowego członka koncertowego składu DMB – Rashawna Rossa – grającego koncerty z zespołem do dziś. Podobnie jak album The Gorge również Weekend on the Rocks jest dostępny     w dwóch wersjach: wersji sklepowej (2CD + DVD) oraz wersji kompletnej dokumentującej wszystkie     4 koncerty w całości (8CD + DVD). Album Weekend on the Rocks można również nabyć poprzez oficjalną stronę internetową zespołu (również w formacie mp3).
WERSJA SKLEPOWA (2CD + DVD)

## Lista utworów

### Disc one
- "The Stone"
- "American Baby"
- "Time of the Season" (The Zombies)
- "Say Goodbye"
- "#34"
- "Steady as We Go"
- "Hunger for the Great Light"
- "Bartender"

### Disc two
- "Pig" (incorrectly listed as "Don't Burn the Pig," an earlier DMB song)
- "You Never Know"
- "Stand Up (For It)"
- "#41"
- "Stolen Away on 55th and 3rd"
- "Smooth Rider"
- "Halloween"
- "Louisiana Bayou"
- "Everyday"

### DVD
- "Stand Up (For It)"
- "Time of the Season" (The Zombies)
- "Dreamgirl"
- "Everybody Wake Up (Our Finest Hour Arrives)"
- "Crash into Me"
- "So Much to Say" » "Anyone Seen the Bridge?"
- "Too Much"
- "Louisiana Bayou"
- "Recently"
- "Jimi Thing"

WERSJA KOMPLETNA (8CD + DVD)

### Disc One (9/9/05)
- "Everyday - 9:25"
- "Time Of The Season - 4:28" (The Zombies)
- "Say Goodbye - 7:13"
- "Dreamgirl - 10:25"
- "Louisiana Bayou - 7:49"
- "The Stone - 9:42"
- "Stolen Away On 55th & 3rd - 5:44"
- "Bartender - 16:43"

### Disc Two (9/9/05)
- "What Would You Say - 5:45"
- "Everybody Wake Up - 5:24"
- "American Baby - 7:05"
- "Dancing Nancies - 10:35"
- "Warehouse - 10:10"
- "So Much To Say - 5:30"
- "Too Much - 5:43"
- "Old Dirt Hill - 6:58"
- "Ants Marching - 7:40"

### Disc Three (9/10/05)
- "Seek Up - 22:15"
- "One Sweet World - 6:09"
- "Don't Drink The Water - 6:37"
- "Hunger For The Great Light - 3:45"
- "Rhyme & Reason - 5:35"
- "#34 – 5:58"
- "Smooth Rider - 8:39"
- "Jimi Thing - 19:19"

### Disc Four (9/10/05)
- "Blackbird - 9:58" (The Beatles)
- "Steady As We Go - 4:07"
- "Hello Again - 8:06"
- "Crash Into Me - 5:43"
- "Louisian Bayou - 8:44"
- "The Best Of What’s Around - 5:52"
- "American Baby - 4:45"
- "Tripping Billies - 5:23"
- "Where Are You Going? - 3:41"
- "Two Step - 18:04"

### Disc Five (9/11/05)
- "Pig - 7:11"
- "You Never Know - 7:16"
- "Stand Up - 4:29"
- "Grey Street - 4:43"
- "When The World Ends - 3:36"
- "Dreamgirl - 9:19"
- "Lie In Our Graves - 15:39"
- "Lover Lay Down - 7:44"
- "What You Are - 9:07"

### Disc Six (9/11/05)
- "Out Of My Hands - 4:28"
- "#41 – 15:21"
- "Granny - 5:09"
- "Halloween - 4:52"
- "Butterfly - 2:48"
- "Crush - 14:02"
- "Pantala Naga Pampa - :39"
- "Rapunzel - 7:09"
- "Louisiana Bayou - 7:35"
- "All Along The Watchtower - 10:13" (Bob Dylan)

### Disc Seven (9/12/05)
- "Recently - 8:27"
- "Drive In Drive Out - 6:35"
- "Typical Situation - 13:10"
- "Everyday - 8:27"
- "Everybody Wake Up - 5:56"
- "Old Dirt Hill - 7:38"
- "Hunger For The Great Light - 3:40"
- "American Baby Intro - 12:18"
- "Dreamgirl - 10:53"

### Disc Eight (9/12/05)
- "Jimi Thing - 22:39"
- "Exodus - 19:02" (Bob Marley)
- "Louisiana Bayou - 9:35"
- "Smooth Rider - 12:33"
- "Too Much - 6:00"

## Muzycy biorący udział w nagraniu
- Carter Beauford – instrumenty perkusyjne, śpiew
- Stefan Lessard – gitara basowa
- Dave Matthews – gitara akustyczna, śpiew
- LeRoi Moore – saksofon, klarnet, instrumenty dęte
- Boyd Tinsley – skrzypce, śpiew, mandolina

Gościnnie:
- Butch Taylor – instrumenty klawiszowe, śpiew
- Robert Randolph – pedal steel guitar
- Rashawn Ross – trąbka
- Dave CasT – saksofon